# Mara (regija)
Mara je jedna od 30 regija u Tanzaniji. Središte regije je u gradu Musomi.

## Zemljopis
Regija Mara nalazi se na sjeveru Tanzanije, prostire se na 30.150 km². Susjedne tanzanijske regije su Mwanza i Šinjanga na jugu te Aruša i Kagera (granica ne jezeru Victoria) na jugoistoku. Kagera graniči s Kenijom na sjeveru.

## Stanovništvo
Prema podacima iz 2003. godine u regiji živi 1.368.602 stanovnika dok je prosječna gustoća naseljenosti 45 stanovnika na km². U središtu Mare živi narod Zanakija.

## Podjela
Regija je podjeljena na pet distrikta:   Bunda, Serengeti, Tarime, Rorya,  Musoma Urban i Musoma Rural.